# Phare de Morgat
Le phare de Morgat, ou phare du Kador est une maison-phare dominant la baie de Morgat, station balnéaire.

## Situation
Ce phare se situe sur la presqu'île de Crozon, au sommet de la falaise dans l'axe de la pointe du Kador (Beg ar Gador), dans les pins, au-dessus du port de plaisance et ancien port de pêche (à la sardine et au thon), dont il signale l'entrée. Mis en service en avril 1914, il fonctionnait au pétrole avant son électrification en 1957.
On y accède par une petite route ou à pied par le chemin côtier, à partir de Morgat.

## Description
C'est une tour carrée blanche, avec le haut rouge, sur le pignon de la maison d'habitation.
Sa lanterne possède deux secteurs colorés : de nuit, le secteur rouge (orienté sud-sud-ouest) couvre la côte de la presqu'île de Crozon, et le secteur vert (orienté est-sud-est) les roches des Verrès, du Taureau et de la Pierre-Profonde.

## Histoire
Il fut électrifié dès 1936.